# Stanisław Marcin Chmielewski
Stanisław Marcin Chmielewski (Złotów; 23 de Outubro de 1958 —) é um político da Polónia. Ele foi eleito para a Sejm em 25 de Setembro de 2005 com 3419 votos em 38 no distrito de Piła, candidato pelas listas do partido Platforma Obywatelska.